# Monastère des Bernardins de Sokal
Pour les articles homonymes, voir Bernardin.
Le monastère des Bernardins de Sokal  est un bâtiment classé de la ville de Sokal en Ukraine.
Il y a dans l'enclosure l'église de la Vierge Marie. Un grand incendie le 27 mars 2012 a détruit une grande partie des bâtiments qui dataient de 1604. Le monastère avait déjà subi un incendie en 1843 puis 1870.
Le monastère est actuellement une colonie pénitencière de haute sécurité. Les religieux ayant été expulsés par le régiment soviétique qui en fit une maison de retraite.

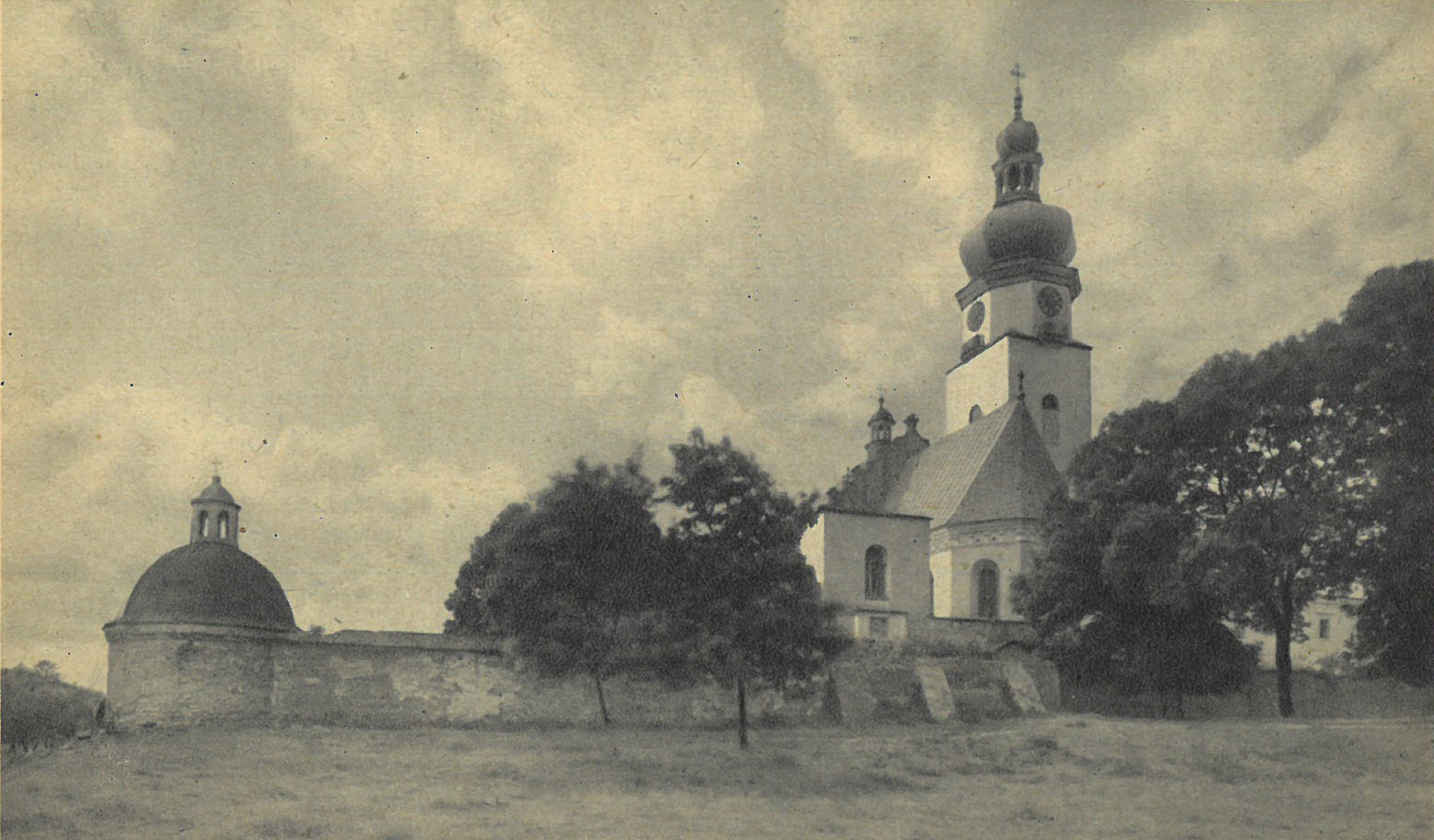
L'église fin XIXe siècle.
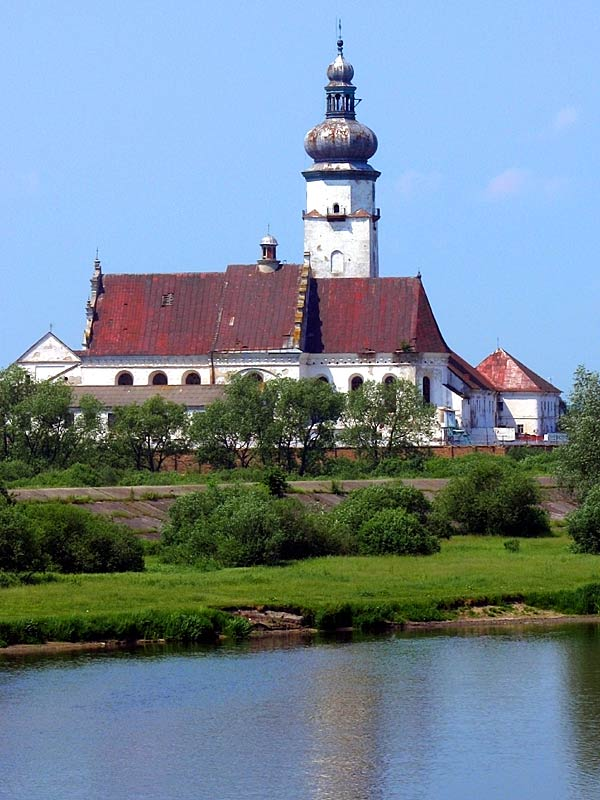
En 2007.
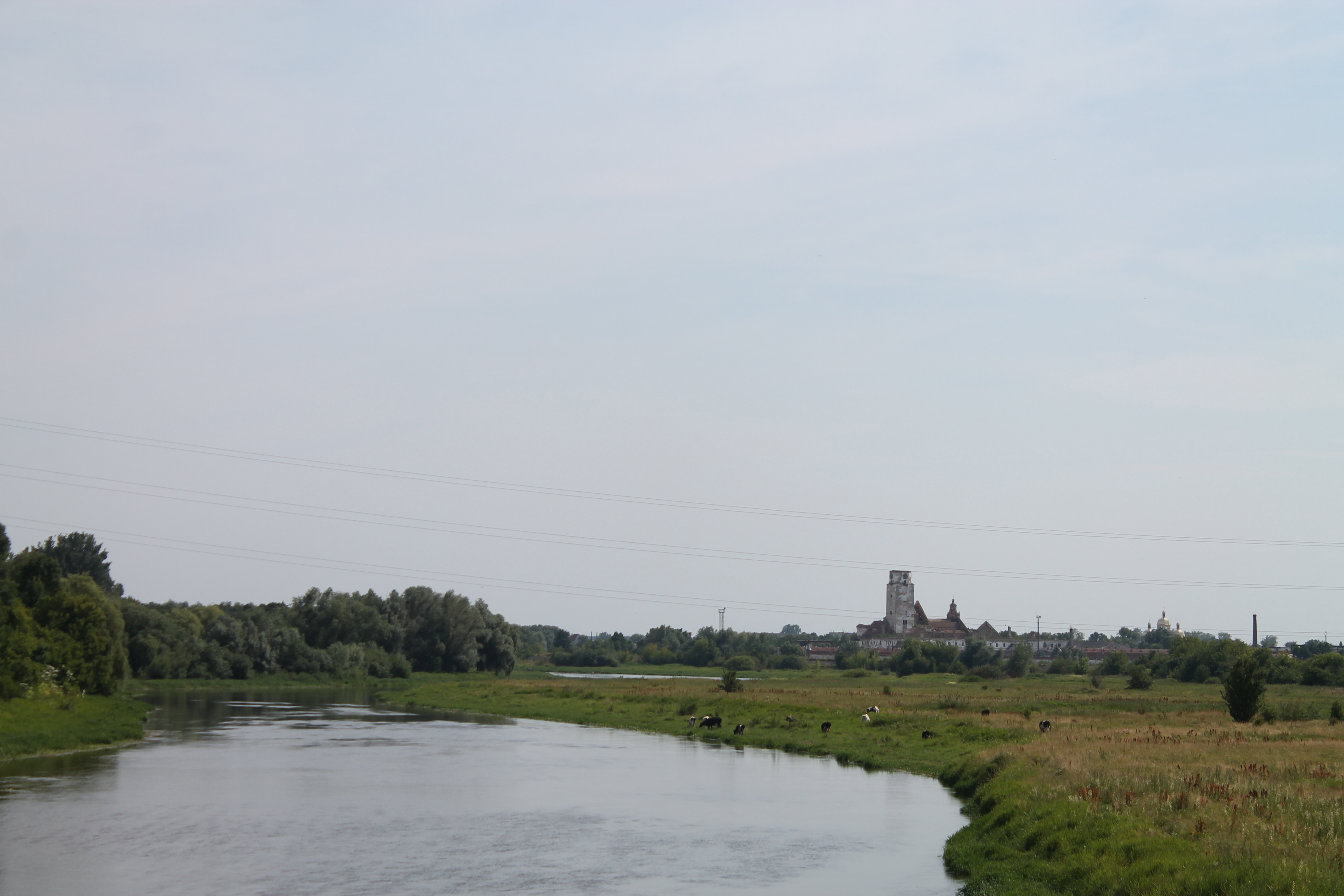
Vue générale.